# Nadjib Maâziz
Nadjib Maâziz (sinh ngày 4 tháng 5 năm 1989) là một cầu thủ bóng đá người Algérie thi đấu cho CR Belouizdad ở Giải bóng đá hạng nhất quốc gia Algérie.